# 氟硅酸盐
氟硅酸盐，又称六氟合硅酸盐，是氟硅酸和阳离子形成的盐，它们受热易分解，且大部分可溶于水（钡、钾、钠、铈盐的溶解性较差）。

## 制备
氟硅酸盐可由氟硅酸和金属或其碳酸盐反应制备：
Fe + H2SiF6 → FeSiF6 + H2↑